# Salvia rivularis
Salvia rivularis là một loài thực vật có hoa trong họ Hoa môi. Loài này được Gardner miêu tả khoa học đầu tiên năm 1843.